# Burkini

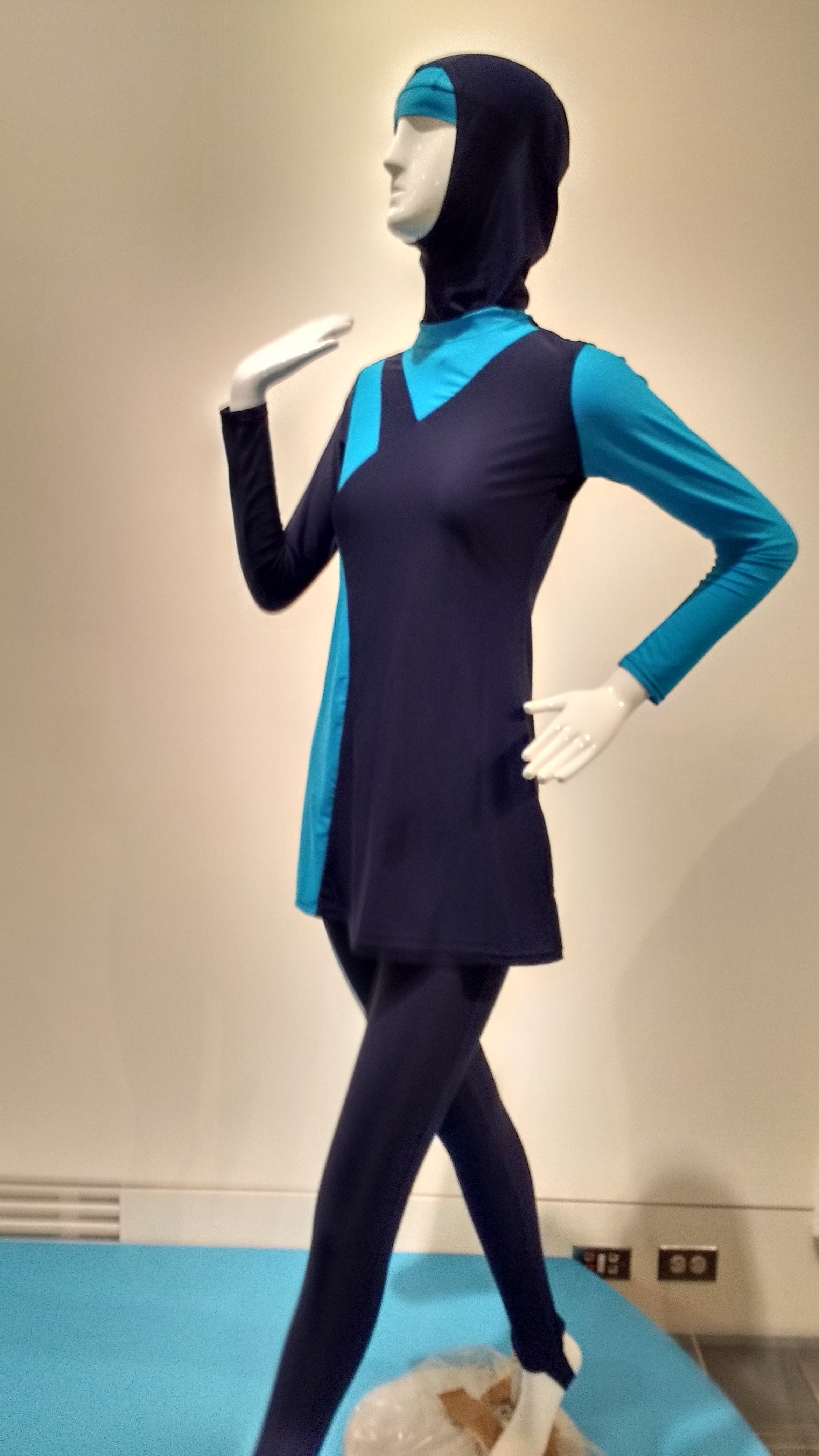
Ein Burkini an einer Kleiderpuppe im Rahmen der Ausstellung Second Skin: The Science of Stretch am Science History Institute, 2016.

Der Burkini ist eine zweiteilige Badebekleidung für Frauen, die den gesamten Körper mit Ausnahme des Gesichts, der Hände und der Füße bedeckt.

## Begriff und Beschreibung
„Burkini“ ist ein Kofferwort aus Burka und Bikini. Es handelt sich wie auch bei der englischen Schreibweise Burqini um eine Wortschöpfung der Modedesignerin Aheda Zanetti. Beides sind registrierte Handelsmarken (Registered Trade Mark) ihres Unternehmens Ahiida Pty Ltd.
Das Wort „Burkini“ hat sich in der Umgangssprache als Gattungsname für alle derartigen Badebekleidungen für muslimische Frauen etabliert.

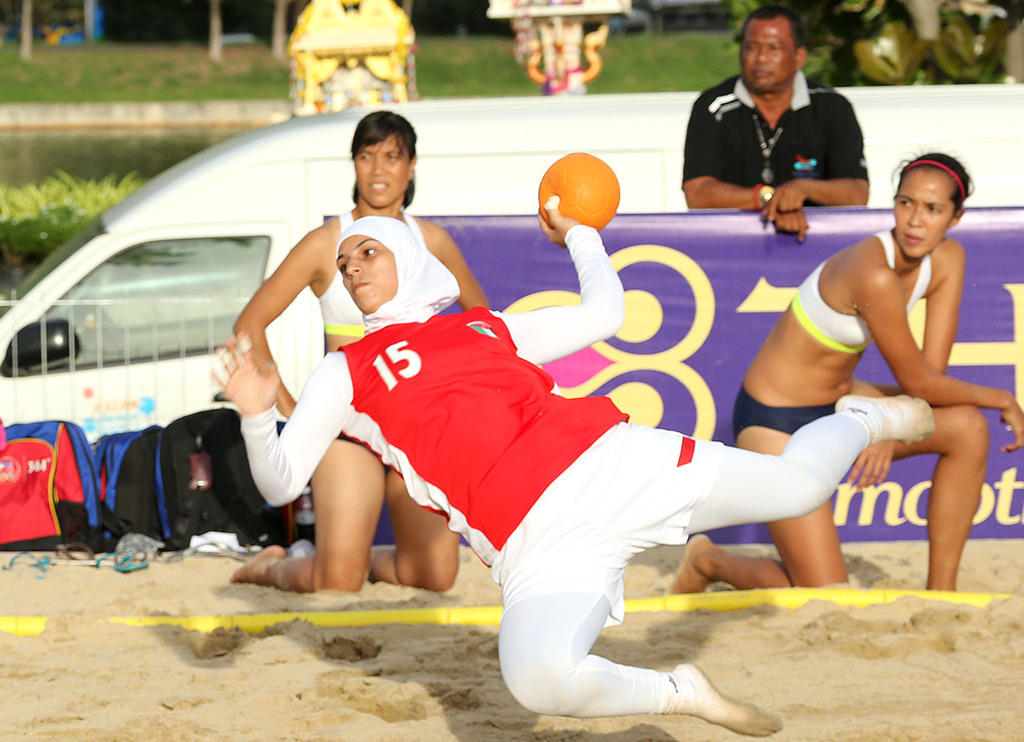
Eine Beachhandballspielerin mit einer dem Burkini ähnlichen Sportbekleidung, Thailand, 2014

Äußerlich ähneln Burkinis einer Mischung aus historischen Badekleidern und modernen Tauchanzügen. Beide Teile des Burkini bestehen aus dem gleichen elastischen Material wie herkömmliche Badeanzüge. Zweilagige Konstruktionen mit einer faltenwerfenden, flatternden oberen Lage im Bereich des Oberkörpers verbergen oder kaschieren die Konturen des Körpers. Für Sportlerinnen anderer Disziplinen gibt es ähnliche Anzüge, die bspw. von Läuferinnen und Judoka genutzt werden.

## Geschichte
In Ägypten kamen derartige Schwimmanzüge ab 2000 unter den Namen sharia swimsuit und swimming hijab auf den Markt. Der Burkini ist in der Türkei unter dem Namen Haşema (1993) und in den Vereinigten Staaten als Splashgear bekannt.
Auch in anderen Religionen, wie z. B. im orthodoxen Judentum, ist das Tragen von Badebekleidung, die den größten Teil des Körpers bedeckt, bereits üblich.
Die Öffnung des australischen Rettungsschwimmwesens für Muslime und insbesondere muslimische Frauen inspirierte die libanesisch-australische Designerin Aheda Zanetti dazu, eine entsprechende Schwimmbekleidung zu entwerfen und führte so den Namen ein, unter dem diese Sorte Badebekleidung heute am besten bekannt ist.

## Reaktionen
In der Vergangenheit schwammen oder badeten viele Musliminnen in öffentlichen Badeeinrichtungen, im Strandbad oder im Meer entweder völlig bekleidet oder gar nicht. Im Zuge des „islamischen Erwachens“ wurde es in islamischen Ländern für Frauen einfacher, mit einer Haşema, einem Burkini oder etwas Ähnlichem bekleidet zu schwimmen oder zu baden. Noch ist der Burkini selten anzutreffen, jedoch besteht eine Nachfrage, weil er muslimischen Frauen mehr berufliche (Rettungsschwimmerin), sportliche (Olympische Spiele, Weltmeisterschaften) und schulische (Schwimmunterricht) Partizipation ermöglicht.

### Türkei
Die Haşema ist in der Türkei umstritten. Der frühere Bürgermeister von Gazipaşa, Cem Burak Özgenc, beispielsweise verbot einer Frau mit Haşema den Eintritt ins städtische Schwimmbad. Der türkische Journalist und Fernsehmoderator Reha Muhtar bezeichnete 2005 die Haşema in einer Kolumne der Zeitung Sabah als „bizarr“. In einer Kolumne der Zeitung Hürriyet befand Ahmet Hakan die Ganzkörperanzüge als „dumm, lächerlich und geschmacklos“, woraufhin ihm von Mustafa Karaduman, dem Gründer von Tekbir Giyim, der größten türkischen Kette für Kleidung in islamischem Stil, vorgeworfen wurde, ein schlechter Moslem zu sein. Einige Strandbetreiber verwehren Haşema-Trägerinnen den Zutritt zu ihren Stränden. Hinzu komme, dass Trägerinnen manchmal unter dem Burkini weitere Kleidung trügen, wie Leggins, T-Shirts aus Baumwolle oder Unterwäsche. Dies könne ungeübten Schwimmerinnen gefährlich werden, denn solche Kleidung könnte sich vollsaugen und das Schwimmen erschweren.

### Deutschland
Am 11. September 2013 entschied das Bundesverwaltungsgericht (BVerwG) in Leipzig, dass muslimische Schülerinnen regelmäßig keine Befreiung vom koedukativen Schwimmunterricht verlangen könnten, wenn ihnen die Möglichkeit offenstehe, hierbei einen Burkini zu tragen. Im Dezember 2016 wies das Bundesverfassungsgericht eine Verfassungsbeschwerde des Mädchens ab.
Der Germanist Peter Kühn bezeichnet den öffentlichen Disput als eine „Stellvertreterdebatte“. Die Befürworter des Burkini sähen in ihm ein Symbol der Selbstbestimmung, die Kritiker dagegen ein Symbol des Patriarchats und der Diskriminierung der Frau.
In manchen Städten – zum Beispiel in Koblenz – wurde versucht, den Burkini zu verbieten. Die Begründung lautete: Man könne nicht sehen, „ob die Trägerin offene Wunden oder ansteckenden Hautausschlag“ habe. „Badeanzüge, lange Badeshorts und sogar Neoprenanzüge blieben dagegen weiter ausdrücklich erlaubt.“ Im Juni 2019 entschied das rheinland-pfälzische Oberverwaltungsgericht in einem Eilverfahren, dass das Burkiniverbot der Stadt Koblenz rechtswidrig sei, weil es den Gleichbehandlungsgrundsatz verletze.

### Frankreich

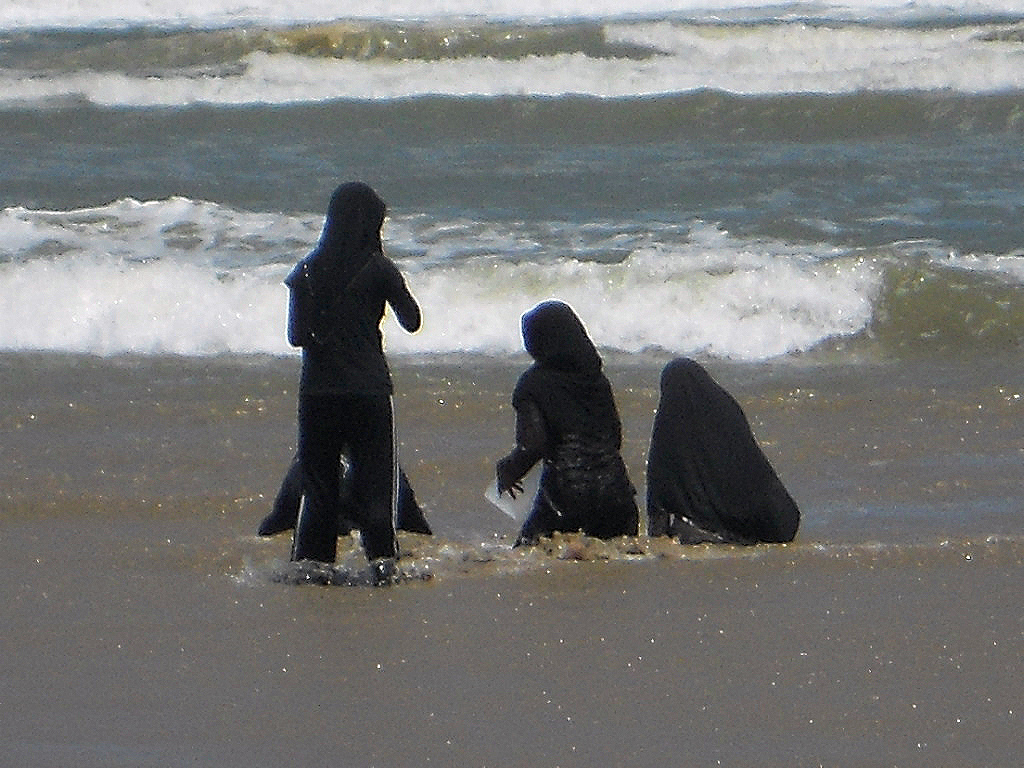
Frauen mit Burkini im Wasser

In Frankreich gilt ein Verschleierungsverbot. Der Kopftuchstreit wurde in den Medien ausgetragen; es gilt ein Verbot für Mitarbeiterinnen des öffentlichen Dienstes und seit 2004 auch für Schülerinnen. Hier gab es bereits 2009 ein erstes Badeverbot mit Burkini. Am 28. Juli 2016 verbot die Stadt Cannes per Dekret das Tragen von Burkinis am Strand. Es gehe nicht darum, das Tragen religiöser Symbole am Strand zu verbieten, „sondern um ostentative Kleidung, die auf eine Zugehörigkeit zu terroristischen Bewegungen hinweist, die gegen uns Krieg führen“, sagte der Generaldirektor der städtischen Dienste. Anschließend folgte ein Verbot in Villeneuve-Loubet, mit der Begründung, es sei unhygienisch, voll bekleidet zu schwimmen. Kurze Zeit später kündigte der Bürgermeister von Sisco auf Korsika ein Verbot an, nachdem es zu Zusammenstößen zwischen nordafrikanischen Zuwanderern und Einheimischen gekommen war. Auch die französischen Städte Leucate, Oye-Plage und Le Touquet-Paris-Plage untersagten, beim Baden im Meer Ganzkörperbadeanzüge zu tragen. Am 26. August 2016 setzte Frankreichs Oberstes Verwaltungsgericht das in Villeneuve-Loubet verhängte Burkini-Verbot aus. Es handelt sich um eine Grundsatzentscheidung. Die Richter stellten fest, dass die vom Bürgermeister behauptete Provokation und Störung der öffentlichen Ordnung im konkreten Fall nicht erwiesen sei.

### Österreich
Der Burkini ist in Österreich zwar grundsätzlich nicht verboten, das Thema wird aber seit Jahren immer wieder diskutiert. Bisher gibt es keine eindeutige Regelung für den Schwimmbetrieb mit dem Burkini, so dass jede Badeanstalt eigene Regelungen festlegen darf. Die Badeanstalten verweisen auf Hygienebestimmungen, wenn Leggings und T-Shirts aus Baumwolle zu einem Burkini zweckentfremdet werden. Die meisten Badeanstalten sehen kein Problem darin, wenn es sich um einen „echten Burkini“ aus einem synthetischen Badeanzugstoff handelt. Seit 2019 gibt es ein Kopftuchverbot bei Kindern bis zum vollendeten 10. Lebensjahr. Dieses Gesetz umfasst ebenfalls das Verbot zum Tragen des Burkinis im Schwimmunterricht für die entsprechende Altersstufe.

### Schweiz
Grundsätzlich bestimmen in der Schweiz die Betreiber von Badeanlagen ihre Kleidungsvorschriften selbst. Ein generelles Verbot gibt es nicht. Diskussionen über den Burkini gab es besonders in der französischsprachigen Schweiz. Das Gemeindeparlament von Genf beschloss 2023 mit knapper Mehrheit, dass die Kleidung «angebracht und zweckmässig» («décentes et appropriées») sein soll. Damit wäre neben dem Burkini auch Baden «oben ohne» erlaubt. Die Vorschrift vorher hatten unter anderem nackte Arme für Frauen vorgeschrieben. Gegen die Gesetzesänderung wurde von der SVP das Referendum ergriffen. Eine ähnliche Handhabung besteht in weiteren Städten wie Zürich, Neuchâtel, Fribourg und Yverdon. Verboten ist der Burkini explizit beispielsweise in Lausanne und Meyrin.